# Trstená na Ostrove
Trstená na Ostrove es un municipio del distrito de Dunajská Streda en la región de Trnava, Eslovaquia, con una población estimada a final del año 2024 de 600 habitantes.
Se encuentra ubicado al sur de la región, cerca de los ríos Danubio y Váh, y de la frontera con Hungría y la región de Bratislava.

## Demografía
| Año        | 1994 | 2004    | 2014 | 2024    |
| ---------- | ---- | ------- | ---- | ------- |
| Población  | 532  | 564     | 564  | 600     |
| Diferencia |      | +6,01 % | +0 % | +6,38 % |

| Año        | 2023 | 2024    |
| ---------- | ---- | ------- |
| Población  | 597  | 600     |
| Diferencia |      | +0,50 % |